# Еффа, Марк Леопольдович
Марк Леопольдович Еффа (укр. Марк Леопольдович Еффа; 17 ноября 1925 — 22 августа 1994) — советский и украинский инженер и учёный, разработчик гироскопов для ракетно-космической техники.

## Биография
Марк Леопольдович Еффа родился в 1925 году в Харькове, тогдашней столице УССР.
Учился в Московском Авиационном Институте им. С. Орджоникидзе. Перед окончанием института он был включен в созданную по инициативе известных ученых академиков Н. А. Пилюгина и В. И. Кузнецова группу для специальной подготовки в области ракетостроения.
По окончании института был направлен в опытную лабораторию НИИ-10, которую возглавлял будущий академик В. И. Кузнецов. Впоследствии лаборатория была преобразована в НИИ прикладной механики, в котором М. Л. Еффа провел всю свою трудовую жизнь. Одна из первых экспериментальных работ М. Л. Еффа была посвящена исследованию вибрации одноосного гироскопа на качающемся основании. Впоследствии результаты этих экспериментов были теоретически обоснованы академиком А. Ю. Ишлинским и включены в учебник для высших учебных заведений.
Разработанные при непосредственном участии М. Л. Еффа гироскопы семейства ИАВ860 были использованы для гироскопических командных приборов системы управления ракет Р-12, Р-7, Р-16, Р-36, УР-100, Р-36М, Р-36М2 обеспечивших пилотируемые полеты космических кораблей Восток, Восход, Союз, включая полет Ю. А. Гагарина и других космонавтов, а также полеты международных экипажей по программе «Интеркосмос».
Признанием его научных достижений была степень доктора технических наук.
Соавтор патентов: подшипник качения, 15.07.1978; подшипник качения 15.06.1980.
Умер 22 августа 1994 года.

## Награды
- Два ордена Трудового Красного Знамени.
- Орден «Знак Почета».
- Ленинская премия за 1982 год.